# Ruta Estatal de California 56
La Ruta Estatal 56 pasa por la Interestatal 5 en el barrio Carmel Valley en San Diego) hacia la Interestatal 15. La Ruta 56 fue originalmente planeada en 1964 para conectar el extremo norte de la Ruta Estatal 125 y continuar al este de la Ruta Estatal 67, pero Poway se aseguró para que esto no fuese posible. Ahora la SR 56 termina en Ted Williams Parkway en el extremo este. La Ruta 56 es también llamada Ted Williams Freeway (llamadas, así por el jugador de béisbol Ted Williams, que nació en San Diego).
Esta ruta es parte del Sistema de Autovías y Vías Expresas de California.

## Mantenimiento
Al igual que las autopistas interestatales, y las rutas federales y el resto de carreteras estatales, la Ruta Estatal de California 56 es administrada y mantenida por el Departamento de Transporte de California por sus siglas en inglés Caltrans.

## Lista de salidas
Nota: a excepción donde los prefijos son con letras, los postes de mileajes fueron medidos en 1964, basados en la alineación y extendimiento de esa fecha, y no necesariamente reflejan el actual mileaje.
Toda la ruta se encuentra dentro del San Diego, condado de San Diego.
| Mileaje                      | #  | Destinos                                         | Notas                                                                           |
| ---------------------------- | -- | ------------------------------------------------ | ------------------------------------------------------------------------------- |
| 0.00                         | 1A | I 5 sur (San Diego Freeway)                      | Salida oeste y entrada este                                                     |
| 0.31                         | 1B | A I 5 norte (San Diego Freeway) / El Camino Real | Salida oeste y entrada este                                                     |
| 0.82                         | 1C | Carmel Creek Road                                | Señalizada como salida 1 este                                                   |
| 2                            | 2  | Carmel Country Road                              |                                                                                 |
| 3.50                         | 3  | Carmel Valley Road                               |                                                                                 |
| 6.70                         | 6  | Camino del Sur                                   |                                                                                 |
| 7.23                         | 7  | Black Mountain Road                              |                                                                                 |
| 8.04                         | 8  | Rancho Penasquitos Boulevard                     |                                                                                 |
| extremo este de la autopista |    |                                                  |                                                                                 |
| 9.21                         | 9  | I 15 (Escondido Freeway)                         | Extremo este de la SR 56; sin número de salida en sentido oeste; nudo carretero |
|                              |    | Sabre Springs Parkway, Rancho Carmel Drive       | Nudo carretero                                                                  |
|                              |    | Ted Williams Parkway                             | Continua más allá de la I-15                                                    |